# Распределение напряжения в грунте
Распределение напряжения в грунте зависит от типа грунта, относительной жесткости грунта и основания и глубины фундамента на уровне контакта между основанием и грунтом  . Оценка вертикальных напряжений в любой точке массива грунта из-за внешней нагрузки необходима для прогнозирования осадки зданий, мостов и давления. Многообразие процессов деформирования пород обычно представляют с помощью реологических моделей, в которых каждый тип деформации представлен некоторым физическим элементом (телом). Решение задачи о действии вертикальной сосредоточенной силы, приложенной к поверхности упругого полупространства полученное в 1885 г. Ж. Буссинеском, позволяет определить все компоненты напряжений и деформаций в любой точке полупространства M от действия силы N.

## Некоторые случаи

### Вертикальная точечная нагрузка на поверхность

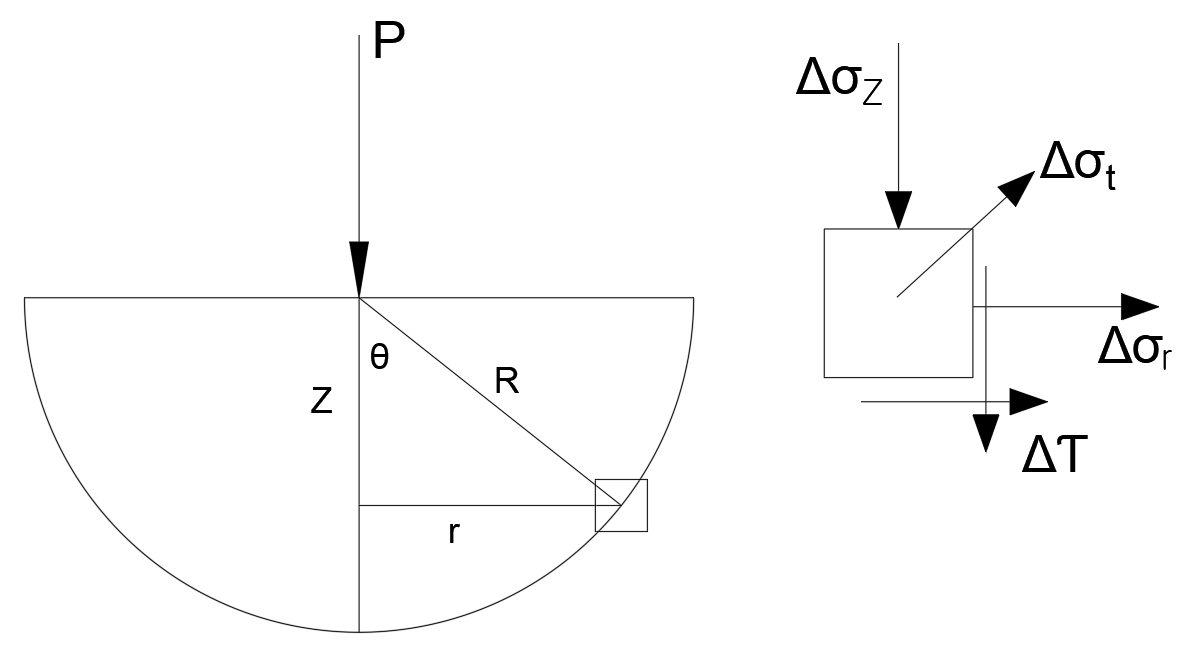
Вертикальная точечная нагрузка на поверхность

Решение задачи о расчете напряжений в упругом полупространстве, на которое действует точечная вертикальная нагрузка у поверхности, важно при оценке напряжений, возникающих в слоях грунта, глубина которых велика по сравнению с размерами этой части грунта. поверхность, которая нагружена. {\displaystyle \Delta \sigma _{z}=-{\frac {3P}{2\pi R^{2}}}\cos ^{3}\theta }{\displaystyle \Delta \sigma _{r}={\frac {P}{2\pi R^{2}}}(-3\cos \theta \sin ^{2}\theta +{\frac {1-2\mu }{1+\cos \theta }})}{\displaystyle \Delta \sigma _{t}={\frac {P}{2\pi R^{2}}}(1-2\mu )(\cos \theta -{\frac {1}{1+\cos \theta }})}{\displaystyle \Delta \tau =-{\frac {3P}{2\pi R^{2}}}\cos ^{2}\theta \sin \theta }{\displaystyle \cos \theta ={\frac {z}{R}}} , {\displaystyle R={\sqrt {r^{2}+z^{2}}}}{\displaystyle \Delta \sigma _{z}=-{\frac {3Pz^{3}}{2\pi R^{5}}}=-{\frac {3P}{2\pi }}{\frac {z^{3}}{(r^{2}+z^{2})^{5/2}}}=-{\frac {3P}{2\pi z^{2}\left[1+\left({\frac {r}{z}}\right)^{2}\right]^{\frac {5}{2}}}}} 

### Точечная нагрузка с экцентриситетом

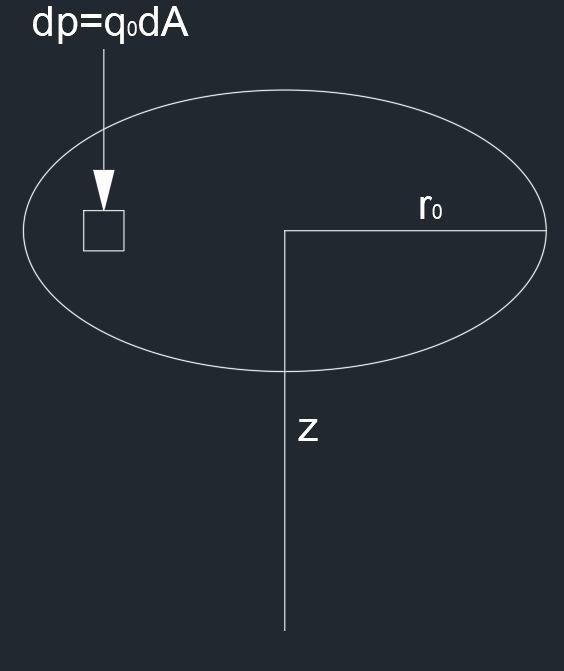
Ниже центра равномерно нагруженной круглой области

{\displaystyle \sigma =q\{1-{\frac {1}{[({\frac {R}{z}})^{2}+1]^{3/2}}}\}} 